# Ganodes balteatus
Ganodes balteatus (лат.) — вид наездников-ихневомнид рода Ganodes из подсемейства Poemeniinae (Ichneumonidae). Неотропика: Бразилия.

## Описание
Наездники-ихневмониды средних размеров (1 см). От близких видов отличается следующими признаками: тергит I с небольшими мелкими поперечными морщинами; проподеум дорсально белый со срединной широкой чёрной полосой, плевральный киль обозначен коричневым цветом; тергит II мелко и плотно пунктирован, задние края тергитов II—IV белые, слегка расширенные латерально; мезоскутум по центру с несколькими нерегулярными полосами; метаплеврон желтоватый или красноватый; задние тазики жёлтые или оранжевые; задние бёдра без продольных чёрных полос. Коготки передних и средних лапок самки с мелкими зубцами. Имеют стройное удлиненное тело с длинным яйцекладом. Биология неизвестна.